# Блаж Врховець
Блаж Врховець (словен. Blaž Vrhovec, нар. 20 лютого 1992, Любляна, Словенія) — словенський футболіст, центральний півзахисник кіпрського клубу «Анортосіс» та національної збірної Словенії.

## Клубна кар'єра
Блаж Врховець народився у столиці Словенії у місті Любляна. Займатися футболом починав у столичних клубах «Слован» та «Інтерблок». Саме у складі останнього Врховець дебютував на професійному рівні у серпні 2011 року. Влітку наступного року футболіст перейшов до складу клубу «Цельє». І в липні 2012 року Блаж зіграв перший матч у чемпіонаті Словенії.
Влітку 2016 року Врховець приєднався до складу лідера словенського футболу «Марибора». І вже в першому сезоні разом з клубом виграв чемпіонат Словенії.

## Збірна
23 березня 2016 року у товариському матчі проти команди Македонії Блаж Врховець дебютував у національній збірній Словенії.

## Досягнення
Марибор
 Чемпіон Словенії: 2016/17